# 中部製菓専門学校
中部製菓専門学校（ちゅうぶせいかせんもんがっこう）とは、愛知県知立市池端にある私立専門学校。設置者は学校法人山本学園。

## 設置学科
- 製菓衛生師科（2年課程・男女共学）
- 洋菓子科（2年課程・男女共学）

## 歴史
- 2008年（平成20年）4月 - 開校。

## 所在地
- 愛知県知立市池端1番地8

## 交通手段
- 名鉄名古屋本線・三河線「知立駅」下車、徒歩で約2分。

## 姉妹校
- 山本学園情報文化専門学校
- 中部ファッション専門学校